# カラム・ドイル
カラム・クレイグ・ドイル（英語: Callum Craig Doyle、2003年10月3日 - ）は、イングランドのサッカー選手。ポジションはDF。ノリッジ・シティFC所属。

## クラブ歴
マンチェスター生まれで、マンチェスター・シティ EDSでユース時代を過ごした。2021年7月にサンダーランドAFCに期限付き移籍し、レギュラーとしてEFLチャンピオンシップ昇格に貢献した。
2022年7月12日、EFLチャンピオンシップのコヴェントリー・シティFCに期限付き移籍。
2023年7月15日、EFLチャンピオンシップのレスター・シティFCに期限付き移籍。
リーグ戦17試合に出場し、優勝に貢献した。
2024年8月6日、EFLチャンピオンシップのノリッジ・シティFCに期限付き移籍。

## 代表歴
U-19代表としてUEFA U-19欧州選手権2022に参加。決勝で1得点を記録し優勝に貢献した。

## 獲得タイトル

### クラブ
レスター・シティ
- EFLチャンピオンシップ：2023-24

### 代表
- UEFA U-19欧州選手権2022：2022